# Diocesi di Campo Mourão
La diocesi di Campo Mourão (in latino Dioecesis Campi Moranensis) è una sede della Chiesa cattolica in Brasile suffraganea dell'arcidiocesi di Maringá. Nel 2023 contava 342.000 battezzati su 344.400 abitanti. È retta dal vescovo Evandro Luis Braun.

## Territorio
La diocesi comprende 26 comuni nella parte occidentale dello stato brasiliano del Paraná: Campo Mourão, Araruna, Barbosa Ferraz, Boa Esperança, Campina da Lagoa, Corumbataí do Sul, Engenheiro Beltrão, Farol, Fênix, Goioerê, Iretama, Janiópolis, Juranda, Jussara, Luiziana, Mamborê, Mariluz, Moreira Sales, Nova Cantu, Peabiru, Quarto Centenário, Quinta do Sol, Rancho Alegre, Roncador, Terra Boa e Ubiratã.
Sede vescovile è la città di Campo Mourão, dove si trova la cattedrale di San Giuseppe.
Il territorio si estende su una superficie di 11.924 km² ed è suddiviso in 41 parrocchie, raggruppate in 5 decanati: Campo Mourão, Engenheiro Beltrão, Goioerê, Ubiratã e Iretama.

## Storia
La diocesi è stata eretta il 20 giugno 1959 con la bolla Cum venerabilis di papa Giovanni XXIII, ricavandone il territorio dalla prelatura territoriale di Foz do Iguaçu, contestualmente soppressa. Originariamente era suffraganea dell'arcidiocesi di Curitiba.
Il 28 novembre 1964 e il 16 dicembre 1965 ha ceduto porzioni del suo territorio a vantaggio dell'erezione rispettivamente delle diocesi di Apucarana e di Guarapuava.
Il 31 ottobre 1970 entrò a far parte della provincia ecclesiastica di Londrina.
Il 26 maggio 1973 ha ceduto un'altra porzione di territorio a vantaggio dell'erezione della diocesi di Umuarama.
Il 16 ottobre 1979 è divenuta suffraganea dell'arcidiocesi di Maringá.

## Cronotassi dei vescovi
Si omettono i periodi di sede vacante non superiori ai 2 anni o non storicamente accertati.
- Elizeu Simões Mendes † (17 ottobre 1959 - 3 dicembre 1980 dimesso)
- Virgílio de Pauli † (8 maggio 1981 - 21 febbraio 1999 deceduto)
- Mauro Aparecido dos Santos † (21 febbraio 1999 succeduto - 31 ottobre 2007 nominato arcivescovo di Cascavel)
- Francisco Javier Del Valle Paredes (24 dicembre 2008 - 6 dicembre 2017 ritirato)
- Bruno Elizeu Versari (6 dicembre 2017 succeduto - 10 giugno 2024 nominato vescovo di Ponta Grossa)
- Evandro Luis Braun, dal 9 aprile 2025

## Statistiche
La diocesi nel 2023 su una popolazione di 344.400 persone contava 342.000 battezzati, corrispondenti al 99,3% del totale.
| anno | popolazione | popolazione | popolazione | presbiteri | presbiteri | presbiteri | presbiteri                | diaconi | religiosi | religiosi | parrocchie |
| anno | battezzati  | totale      | %           | numero     | secolari   | regolari   | battezzati per presbitero | diaconi | uomini    | donne     | parrocchie |
| ---- | ----------- | ----------- | ----------- | ---------- | ---------- | ---------- | ------------------------- | ------- | --------- | --------- | ---------- |
| 1959 | ?           | 250.000     | ?           | 18         | 7          | 11         | ?                         |         |           |           | 15         |
| 1966 | 900.000     | 1.050.000   | 85,7        | 18         | 18         |            | 50.000                    |         | 30        | 120       | 30         |
| 1970 | ?           | 1.550.000   | ?           | 63         | 13         | 50         | ?                         |         | 22        | 59        | 29         |
| 1976 | 630.000     | 700.000     | 90,0        | 34         | 8          | 26         | 18.529                    |         | 26        | 47        | 23         |
| 1980 | 500.000     | 550.000     | 90,9        | 42         | 11         | 31         | 11.904                    |         | 34        | 55        | 25         |
| 1990 | 361.000     | 447.000     | 80,8        | 49         | 27         | 22         | 7.367                     | 5       | 26        | 37        | 33         |
| 1999 | 471.000     | 522.000     | 90,2        | 46         | 30         | 16         | 10.239                    | 7       | 32        | 60        | 38         |
| 2000 | 281.449     | 351.812     | 80,0        | 45         | 32         | 13         | 6.254                     | 7       | 14        | 59        | 38         |
| 2001 | 285.616     | 357.020     | 80,0        | 49         | 34         | 15         | 5.828                     | 7       | 19        | 57        | 38         |
| 2002 | 281.449     | 357.020     | 78,8        | 47         | 31         | 16         | 5.988                     | 7       | 20        | 55        | 38         |
| 2003 | 285.852     | 357.020     | 80,1        | 47         | 33         | 14         | 6.081                     | 7       | 22        | 48        | 43         |
| 2004 | 292.012     | 356.244     | 82,0        | 47         | 33         | 14         | 6.213                     | 6       | 35        | 54        | 38         |
| 2006 | 292.012     | 356.244     | 82,0        | 59         | 45         | 14         | 4.949                     | 6       | 28        | 61        | 38         |
| 2013 | 320.000     | 389.000     | 82,3        | 59         | 49         | 10         | 5.423                     | 5       | 22        | 55        | 38         |
| 2016 | 328.800     | 398.000     | 82,6        | 63         | 55         | 8          | 5.219                     | 20      | 21        | 69        | 40         |
| 2019 | 336.740     | 407.620     | 82,6        | 65         | 59         | 6          | 5.180                     | 20      | 42        | 73        | 41         |
| 2021 | 346.876     | 349.145     | 99,4        | 68         | 60         | 8          | 5.101                     | 20      | 32        | 74        | 41         |
| 2023 | 342.000     | 344.400     | 99,3        | 67         | 60         | 7          | 5.104                     | 21      | 31        | 74        | 41         |